# Polydontes acutangula
Polydontes acutangula é uma espécie de gastrópode terrestre neotropical da família Pleurodontidae (antes entre os Camaenidae). Foi nomeada por Burrows, em 1815. É nativa do Caribe.

## Descrição da concha e do animal
Esta espécie apresenta conchas circulares e esbranquiçadas, ou com leve perióstraco amarronzado, quando vistas por cima ou por baixo, com pouco mais de 5 centímetros de diâmetro quando desenvolvidas. São caracterizadas por sua superfície dotada de finas lamelas de crescimento, espiral baixa, formando um ângulo forte (daí provindo o nome acutangula) entre a parte superior e inferior da concha, e pela ausência de umbílico. Lábio externo fino e levemente expandido, envolvido pelo manto quando o animal está vivo. Sua concha pode ter nuances em verde causadas por algas em sua superfície.
O animal apresenta um brilhante corpo de coloração amarelada com a margem do pé (dispositivo de locomoção ventral) castanha, não conseguindo retrair-se totalmente para o interior de sua concha.

## Distribuição geográfica e hábitos
Polydontes acutangula é uma espécie endêmica de Porto Rico, com seu habitat nas folhas das árvores de florestas montanhosas úmidas, sendo uma espécie arborícola, ou em sebes.